# Psychoda erminea
Psychoda erminea är en tvåvingeart som beskrevs av Eaton 1894. Psychoda erminea ingår i släktet Psychoda och familjen fjärilsmyggor. Inga underarter finns listade i Catalogue of Life.